# 拉杜希夫卡
50°40′52″N 25°54′3″E / 50.68111°N 25.90083°E
拉杜希夫卡（烏克蘭語：Радухівка），是烏克蘭西北部里夫内州里夫内区佐里亞市鎮的村落。始建於1446年，面積0.8平方公里，海拔高度219米，2001年人口387，人口密度每平方公里483.8人。